# Palazzo Bourbon del Monte Santa Maria
Il palazzo Bourbon del Monte Santa Maria, detto anche palazzo dei marchesi o marchionale ovvero il castello, è un edificio storico di forme medievali e rinascimentali situato nel borgo umbro di Monte Santa Maria Tiberina. Era la residenza ufficiale dei reggenti dell'omonimo marchesato, feudo imperiale, dal 1250 al 1815.

## Storia e descrizione
Fu edificato nel 1250 dal reggente del Monte Santa Maria Guido I secondo lo stile architettonico del tempo e quasi completamente rinnovato nel periodo 1574-1614 dal marchese Bartolomeo I e dal figlio Gian Battista I, generale della repubblica di Venezia. Dell'antica struttura medievale rimane soprattutto l'imponente torre alta 40 metri, con la campana. 
La facciata richiama lo stile rinascimentale tipico dell'epoca in cui venne innalzata. Si estende lungo via del Castello (alla quale si accede attraverso un arco medievale) ed è caratterizzata da due ordini di grandi finestroni (quelli inferiori sormontati da timpani e serrati da grate) ed uno di finestre. Al centro si erge un portale cinquecentesco costeggiato da due colonne in pietra arenaria scolpite a bande sovrapposte. Sovrasta l'ingresso un secentesco balcone in ferro battuto da cui il banditore informava i sudditi sulle nuove grida emesse dall'autorità governativa. In basso a sinistra si nota, tuttora, una piccola porta  murata in cui si trovava una buca utilizzata per le denunce anonime dei monteschi. Il palazzo è sormontato dalla torre, già di avvistamento, dove i soldati armati, incaricati di un turno di guardia, scambiavano segnali luminosi alle altre postazioni militari del territorio, come Marzano, Elci, Lippiano e Gioiello.
Nell'interno vi erano grandi saloni decorati con affreschi (ora privi dell'arredamento originale), dimora della famiglia marchesale e sede degli uffici amministrativi. Le carceri feudali, ubicate dei sotterranei, erano collegate attraverso condotte d'aria all'aula del tribunale, dalla quale si potevano ascoltare le conversazioni dei detenuti. Alcune scale a chiocciola, infine, fungevano da trabocchetti: i condannati che vi venivano precipitati erano infilzati dalle lame sporgenti dai muri.
Nella stessa via del Castello sono, al presente, visibili le antiche abitazioni degli esponenti minori della prolifica dinastia Bourbon del Monte, come i Lippiano, proprietari del castello posto nell'omonimo borgo alle estreme propaggini sul confine toscano: quella di fronte appartiene sempre ai Boncompagni-Ludovisi, già principi di Piombino.
Il piccolo Stato era ubicato in un luogo strategico e di transito commerciale o militare, zona cuscinetto tra Stato Pontificio e Granducato di Toscana. Aveva il privilegio di battere moneta, detta montesca, era una delle tre località europee autorizzate ad ospitare duelli, poteva proteggere gli stranieri con la concessione dell'asilo politico, anche se ciò favoriva l'ingresso nel suo territorio di contrabbandieri e altri malviventi.
Il dominio dei Bourbon del Monte fu abolito con la decisione di Francesco II d'Asburgo-Lorena, il 6 agosto 1806, di sciogliere il Sacro Romano Impero e, conseguentemente, decaddero i feudi suoi vassalli.
Il Congresso di Vienna confermò, nel 1815, l'estinzione del marchesato che venne incorporato nel Granducato di Toscana, retto da Ferdinando III d'Asburgo-Lorena. Gli ultimi reggenti (erano eletti tra i più anziani dei vari rami della casata) Gianbattista Domenico e Pietro II (tornato brevemente al potere), oberati dai debiti, vendettero il complesso edilizio per una somma irrilevante. Nel 1894 erano proprietari del palazzo i Capranica de Grillo con i quali cadde in degrado subendo anche i bombardamenti nel 1944.
Nel 1990 il palazzo è stato acquisito dal comune di Monte Santa Maria che lo fece restaurare adibendolo, poi, a museo della storia dei Bourbon del Monte e a sede di eventi culturali.
Nel palazzo risiedette per alcuni anni il cardinale mecenate Francesco Maria Bourbon del Monte Santa Maria (1549-1626) che ospitò il Caravaggio, suo protetto. 
Tra gli ultimi discendenti della casata si annovera Virginia Bourbon del Monte (1899-1945), madre di Gianni Agnelli.

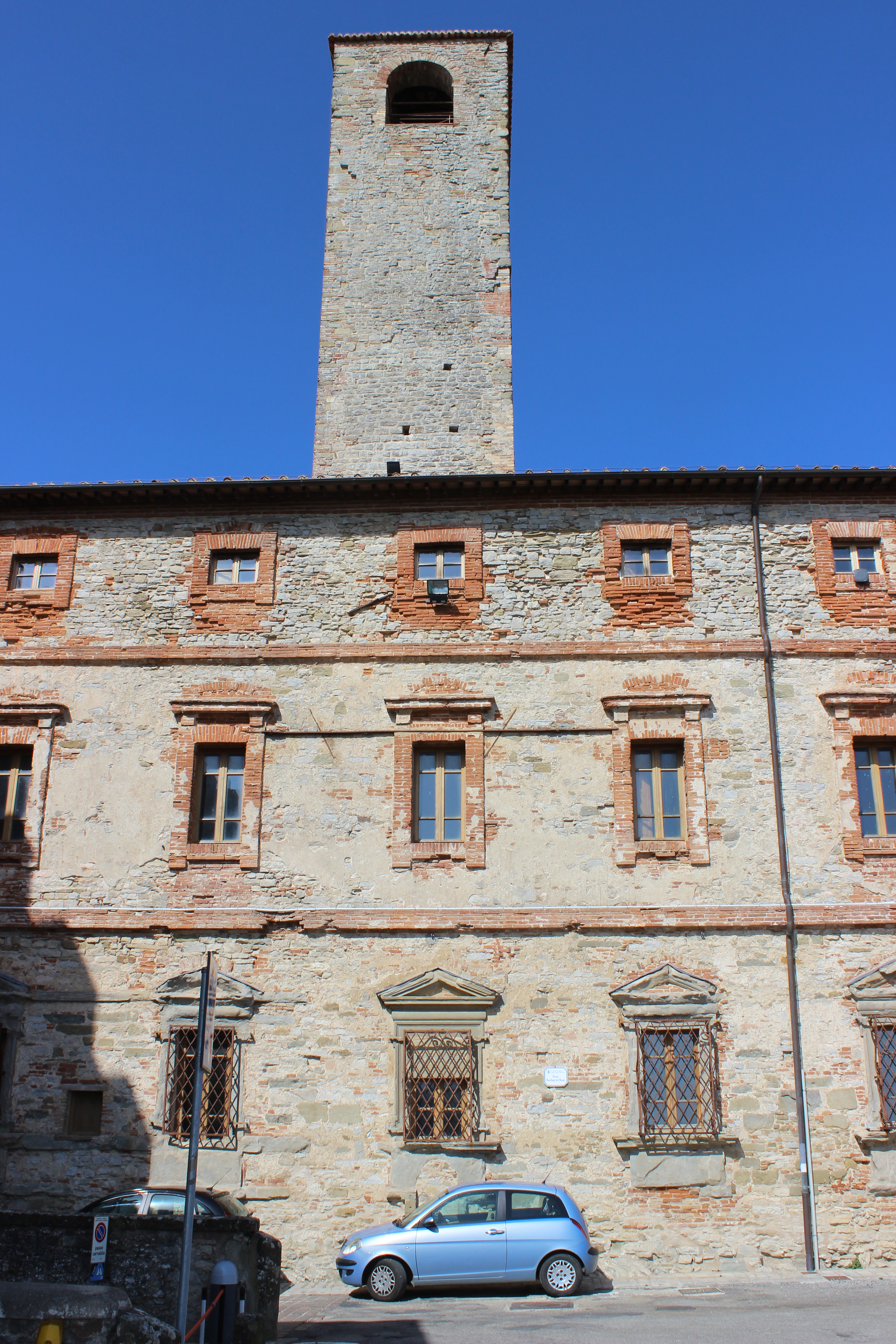
Il prospetto anteriore
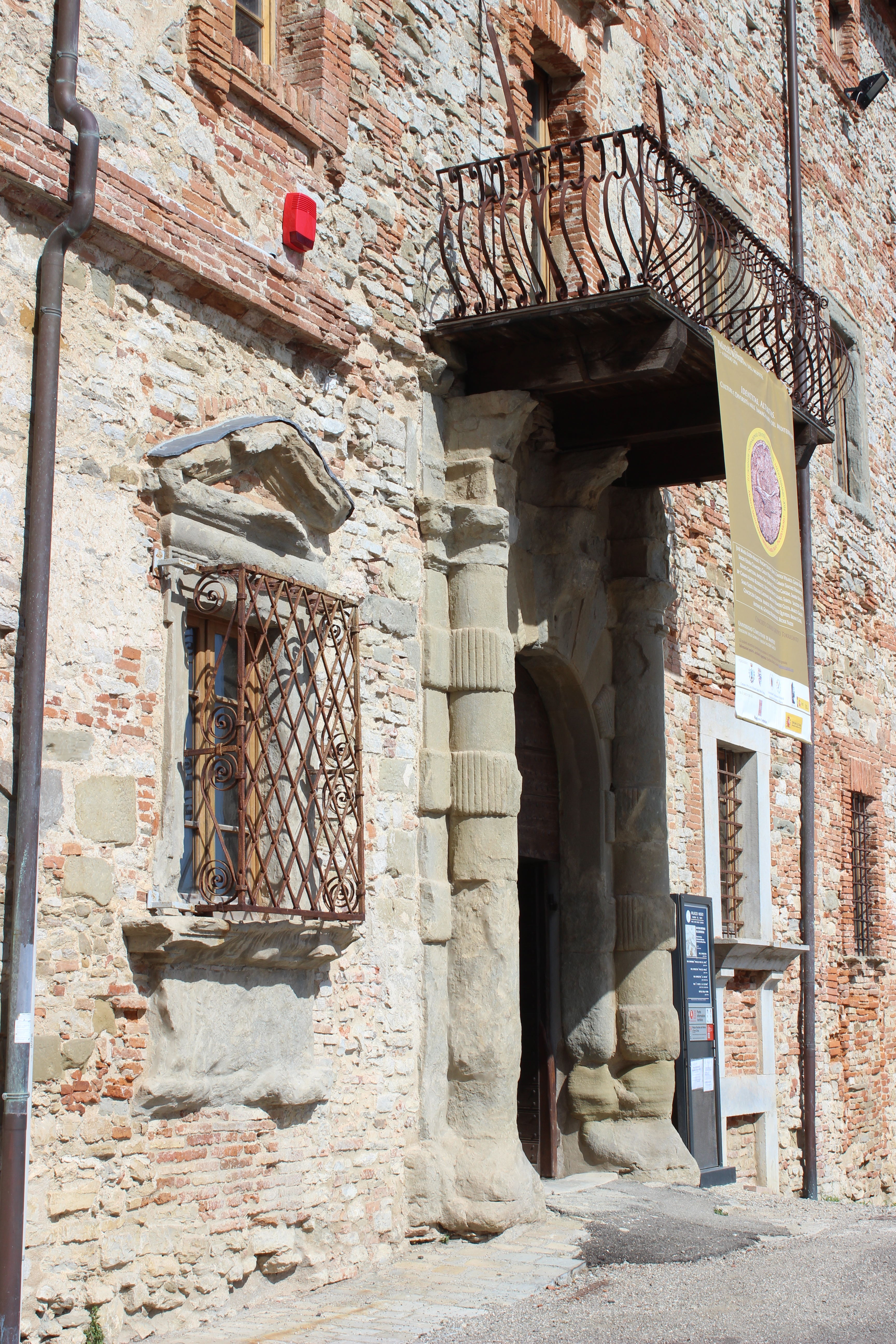
L'ingresso e la buca
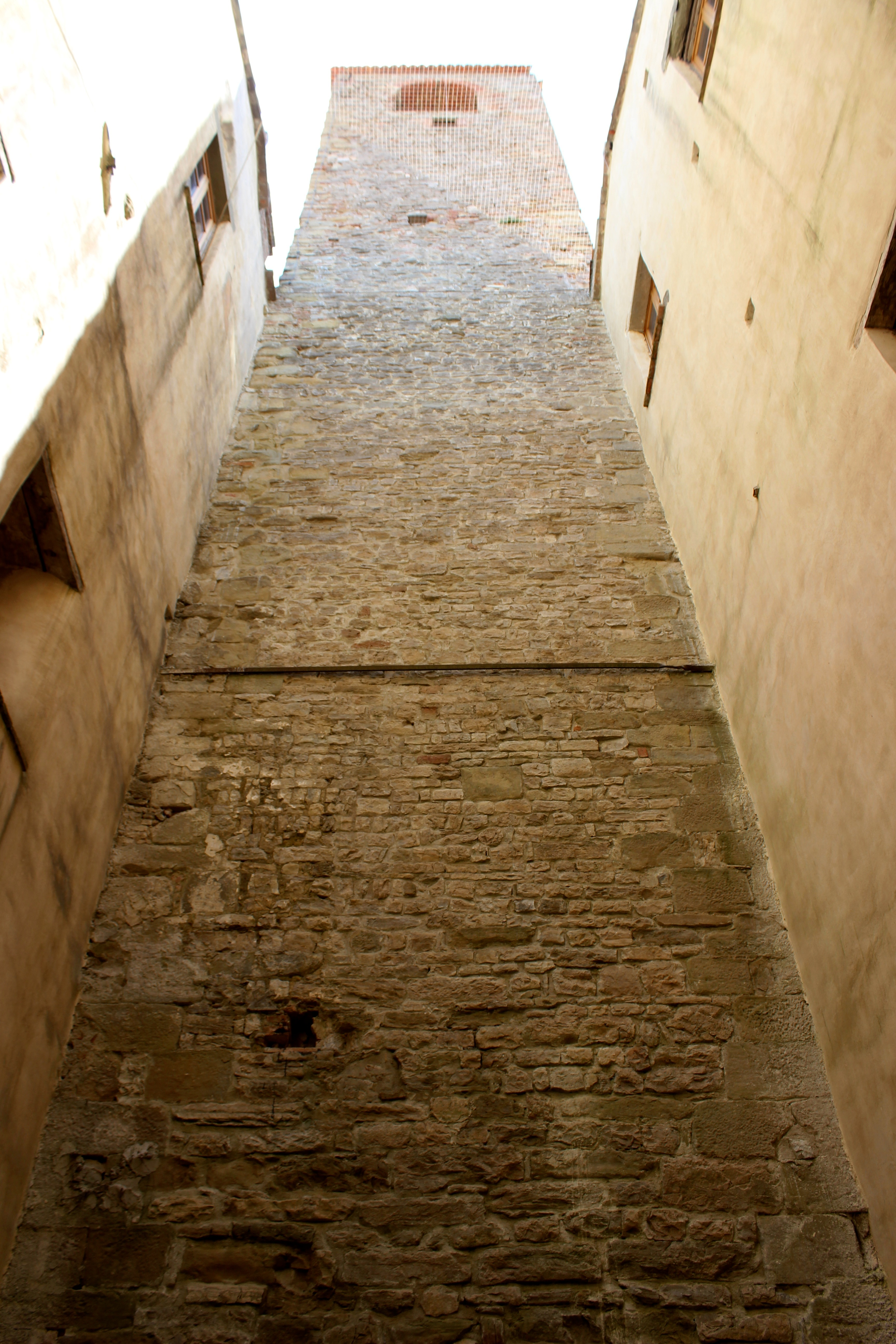
La torre medievale
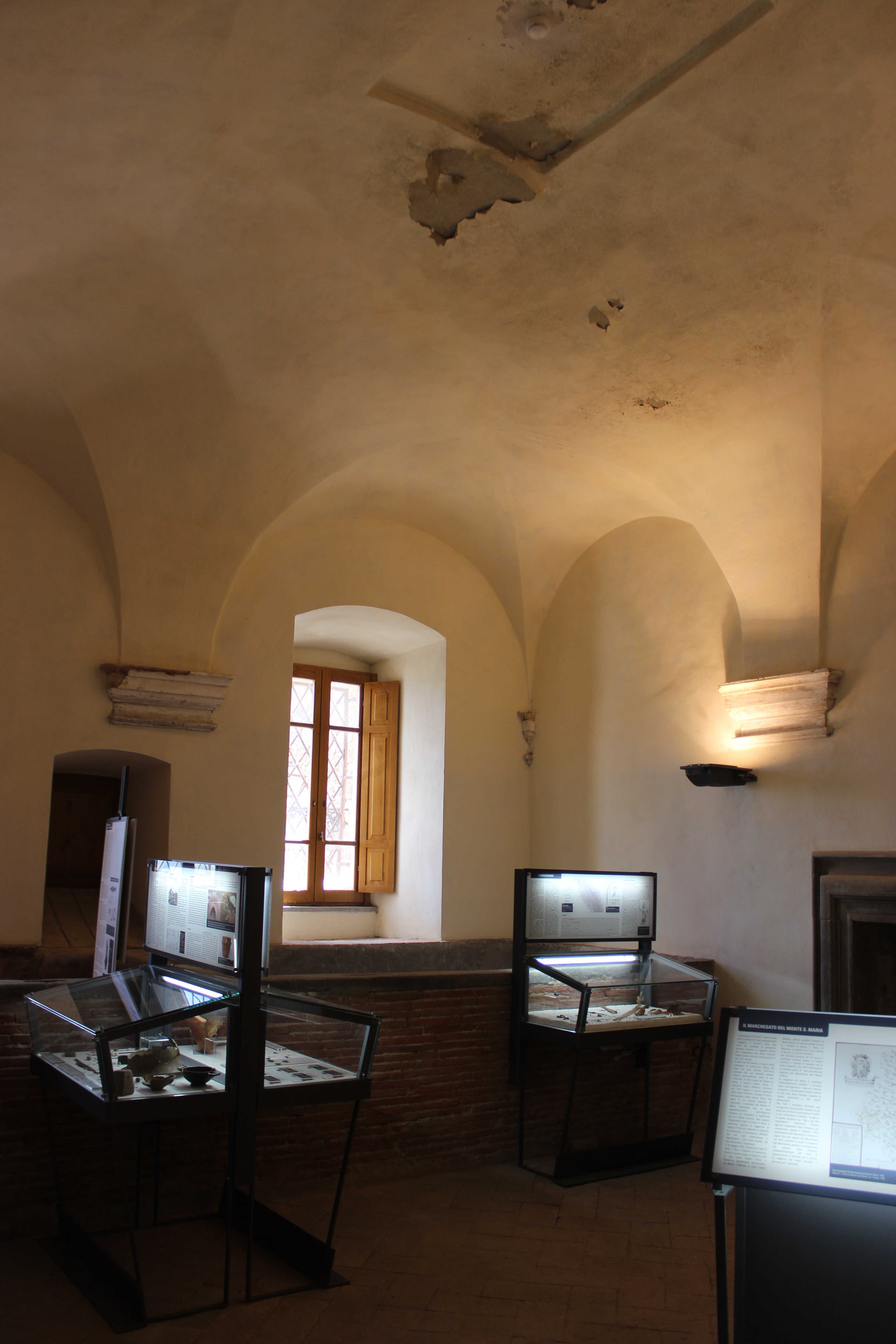
Interno
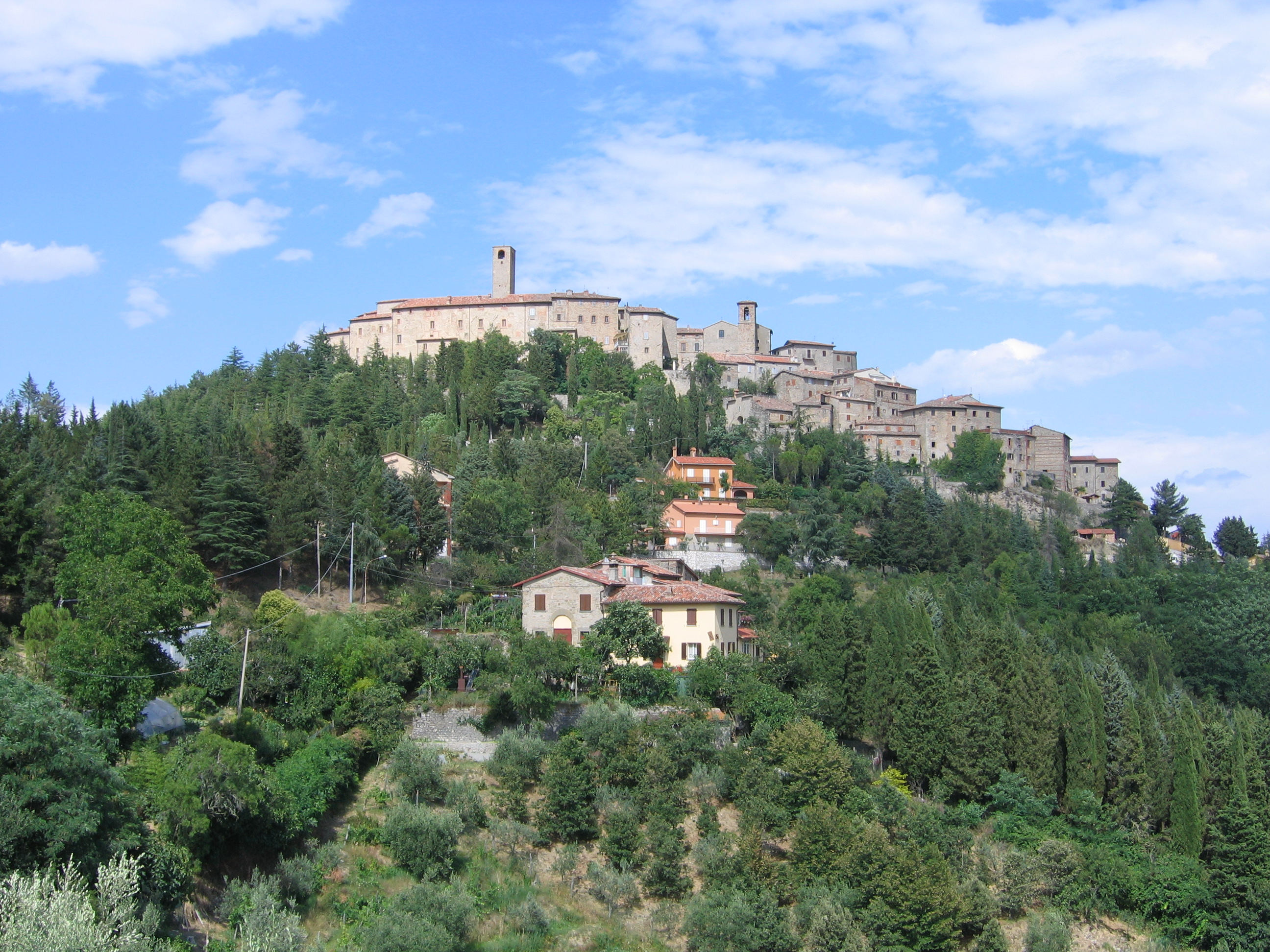
Veduta del borgo con il prospetto posteriore del palazzo e della torre
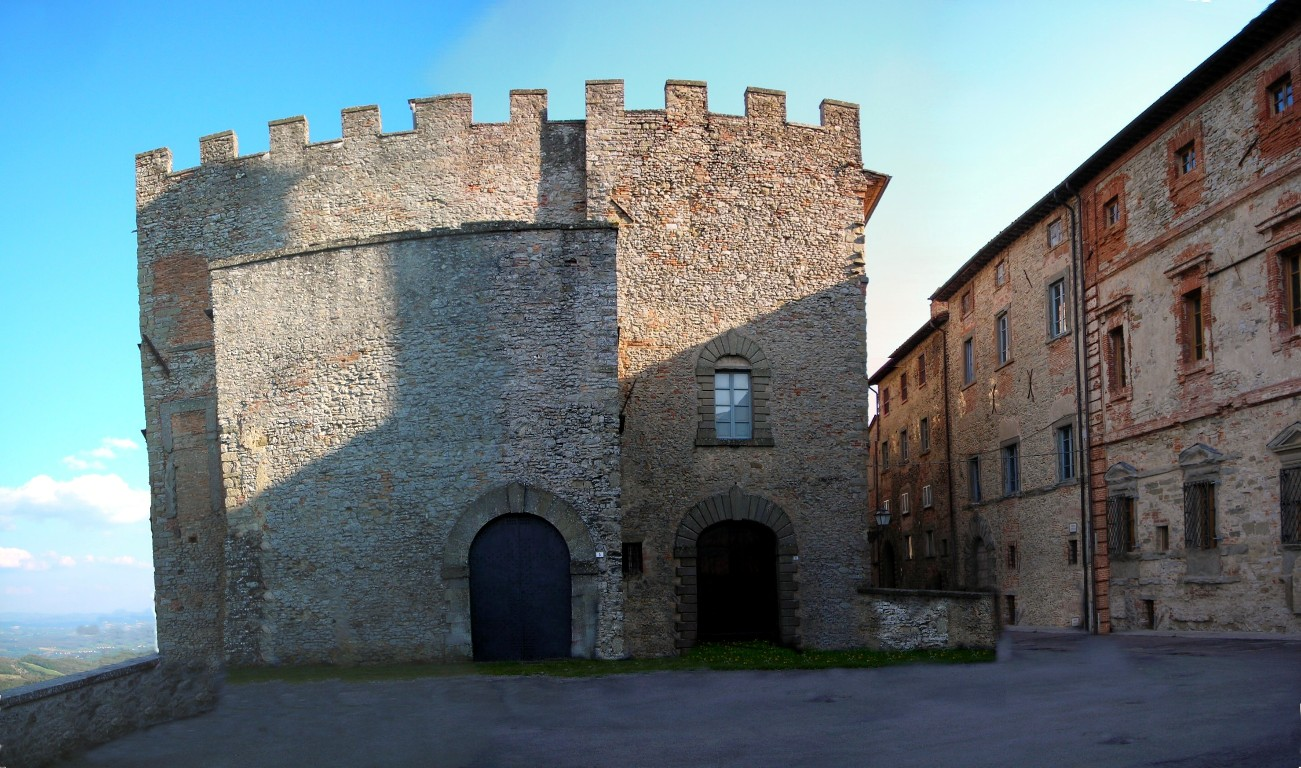
A destra il castello, a sinistra il palazzo Boncompagni-Ludovisi
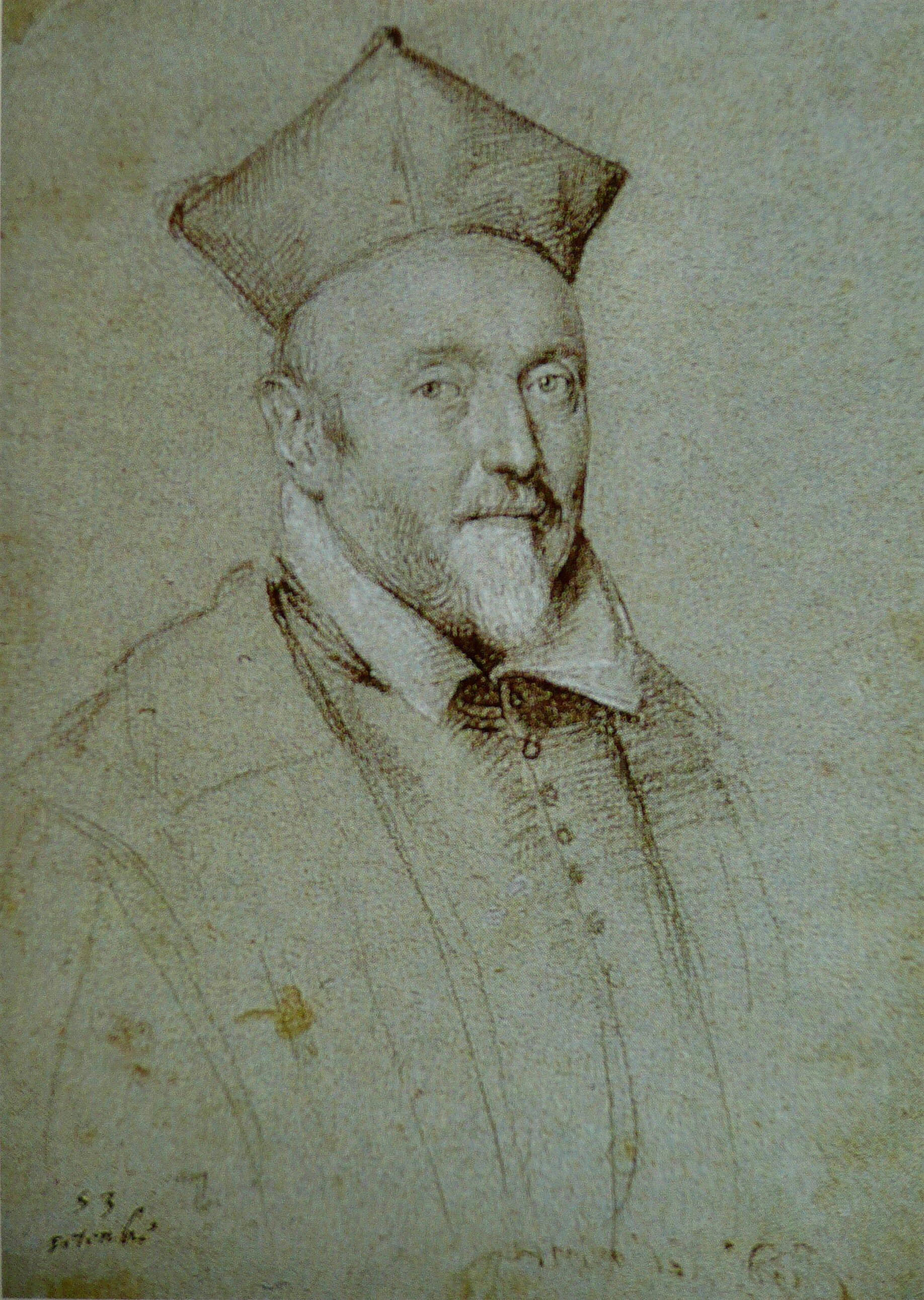
Il marchese reggente cardinale Francesco Maria (1615-1626)
L'arma dei Bourbon del Monte Santa Maria